# Martin-Saint-René
 (février 2017).
Si vous disposez d'ouvrages ou d'articles de référence ou si vous connaissez des sites web de qualité traitant du thème abordé ici, merci de compléter l'article en donnant les références utiles à sa vérifiabilité et en les liant à la section « Notes et références ».
Martin-Saint-René, de son vrai nom Gustave Lucien René Martin, né le 22 novembre 1888 à Paris 18e et mort d'une crise cardiaque le 21 janvier 1973 au Kremlin-Bicêtre, est un poète et écrivain français, traducteur de Dante.
Son œuvre se compose d'écrits de genres littéraires variés : poésie, épopée, romans, pensées philosophiques, critique poétique et littéraire, biographies, opéras, théâtre, nouvelles, mythologie, etc.

## Biographie
Gustave Martin est le fils du poète Edmond Martinet de Christine Catherine Goekel.
Il épouse Hélène Lucie Guilbert.
Martin-Saint-René est nommé prince des poètes classiques par l'Académie des poètes classiques de France (APCF) et prince du sonnet, honoré du titre Chevalier servant de la poésie, consacré du titre de Poétissime par Pierre Coutras, défini comme « le poète du bien et du beau » par Robert Boutet Ouvrage paru le 5 Février 1996. Léon Frapié a dit de Martin-Saint-René qu'il « avait acquis certitude d'immortalité »[réf. nécessaire]. Il est également linguiste.
Il est inhumé au cimetière parisien de Thiais (Div. 9 no 23)[réf. nécessaire].

## Œuvres

### Poésie
- Le Livre des Sonnets
- L’Odyssée des peuples (Recueil)
- Les Olympiques (Sonnets)
- Idylle du temps passé (Poésie dialoguée)
- Les Cantilènes (Sonnets et poèmes)
- La Parisiade (Épopée)
- Tous les Devoirs (Sonnets)
- Conte de l’Amour et de la Guerre (Poème)
- Quatre Poésies à dire : Noël de Guerre, À Genoux, Ballade de l’Art Miséreux, Ballade du Cœur sans Écho
- Caritas (Recueil)
- Les Préludes (Poème)
- Les Solitaires (Recueil)
- Les Polymniennes (Recueil)
- La Vénus Pompéiennes (1er chant – 1 000 vers -)
- L’Agonie (Poème dialogué)
- Le Cantique de l’Illusion (Recueil)
- Le Carnyx d’Airain (Poèmes à la France)
- La part du Soleil : Dans les Cendres du Cœur (Recueil)
- Dans les Brasiers de l’Âme (Recueil)
- L’Enfer de Dante (Traduit en terza rima françaises (Recueil)
- Le Purgatoire de Dante (Recueil)
- Le Paradis de Dante (Recueil)
- Le Quadrige enchanté (Recueil de quatrains)
- Les Mograbines (Sonnets)
- Les Années maudites (1940-1944) (Recueil de quatrains)
- Les Novalaisiennes (Sonnets)
- Buxoises et Baronniennes (Sonnets et poème)
- La Veillée aux étoiles (Recueil)
- Le Sang des dieux (Sonnets)
- Céruléennes (Sonnets)
- La Divine Comédie (Terza Rima)
- Le Livre des Quatrains (Recueil)
- Le Livre des Odes (Recueil)
- Le Livre des Poèmes (Recueil)

### Prose
- Eva (Roman)
- Précis de poésie pour servir à la composition rationnelle des vers
- Poétania – Chronologie universelle des poètes (2 volumes)
- Victor Hugo et la Légende des Siècles (Étude)
- Un grand Poète : Edmond Martin (Étude)
- La Génération du Sacrifice (Essai)
- Les Visages de l’Amour dans l’œuvre de Victor Hugo (Étude)
- Jean Rameau, poète de l’Amour (Étude)
- Mythiana, dictionnaire pratique de mythologie universelle (2 volumes)
- Poésie et Courtoisie (Étude)
- De la Poésie, moyen de redressement moral et spirituel de la France (Essai)
- L’Éventail aux idylles (Nouvelles)
- Edmond Haraucourt, poète de l’énergie (Étude)
- Inconscience et souvenir (Étude)
- Au gré de la Pensée (Philosophie)
- Chryséa (Roman)

Anthologies
- La Muse fervente (1929)
- Sous les sept doubles cordes (1933)
- Au vent des cimes (1937)
- Le triomphe des Muses (1951)
- Renaissance (1965).

### Théâtre
- Le festin de Balthazar (drame en un acte en vers)
- Héraldar (drame en cinq actes en vers)
- Poésie (Comédie en un acte)
- Roland de France (Opéra en cinq actes)
- Le Poème de l’Automne (Un acte en vers)
- Faramond Roi (Un acte en vers)
- Le Trésor (Un acte en vers)
- Musette de Montmartre (Un acte en vers)
- La Lucquoise (Deux actes en vers)
- L’Âme du Foyer (Quatre actes en vers)
- Alix de Saintes (Drame en quatre vers)
- Bleu blanc rouge (Épopée nationale dramatique en six actes, trente-trois tableaux en vers)
- La Conversion de Pierrot (comédie en un acte en vers)
- Geneviève au cœur de cousette (Idylle lyrique en quatre actes)
- Sacrovir (Drame en cinq actes et vers)
- Sous le signe de Baal (Drame en quatre actes)
- La Maultasche (Drame en un acte)
- L’argent maudit (Drame en un acte)
- Capriccioso (Comédie fantaisie en un acte)
- Médecin civil (Drame en un acte)
- Le livre du théâtre (Ensemble des œuvres)

### Œuvre journalistique
- Chroniques sur la poésie et l’art publiées de façon suivie dans les « Études poétiques » depuis 1919 et qui constituent une véritable encyclopédie de la question en même temps qu’un saisissant tableau de la vie spirituelle de l’entre-deux-guerres[Interprétation personnelle ?]
- Critiques poétiques et littéraires parues régulièrement, depuis 1906, dans le Luth français (bibliographie), L’Émulation française (Le Mois littéraire), Les Études Poétiques (Les Livres).

### Chansons
- Aubade à la Fiancée (Musique d'Aimé Burlet)
- L’Heure des Baisers (Musique d’Aimé Burlet)
- Chanson bachique (Musique d’Aimé Burlet)
- Vers l’Espérance (Musique d’O. Guillon)
- Ne demande pas à vieillir (Musique d’Albert Arnaud)
- Duo du Soir (Musique d’Hector Mariolli)
- Les Héros de l’Argonne (Musique de Gustave Mouchet)
- Les travailleurs du Rail (Musique de Gustave Mouchet)

### Chœurs
- Aurore (Musique d’André Naudier)
- Hymne à la France (Musique d’André Naudier)
- L’Eau du Ciel (Musique d’André Naudier)
- La Ronde du Muguet (Musique d’André Naudier)
- L’Envolée (Musique d’André Naudier)
- Cœurs en Fête (Musique d’André Naudier)
- Ode à la jeunesse (Musique d’André Naudier)
- Ô Mai joli ! (Musique d’André Naudier)
- Le Mirage (Musique de Henry Février)
- Hymne à la Nature (Musique de Henri Février)
- Hymne au blé (Musique d’André Naudier)
- Splendeur du Jour (Musique d’André Naudier)
- Terre natale (Musique d’André Naudier)
- La Forge (Musique d’André Naudier)
- Badinerie (Musique d’André Naudier)
- La Chanson des Enfants studieux (Musique d’André Naudier)
- La Forêt (Musique d’André Naudier);
- Chansons enfantines La Chenille (Musique de Raymonde Mazé)
- Bulles de Savon (Musique de Raymonde Mazé)
- Poissons Rouges (Musique de Raymonde Mazé)
- La Noce à Jeannette (Musique de Raymonde Mazé)
- Noël au Village (Musique de Raymonde Mazé)
- Arabesques enfantines, 24 chansons (Musique de Raymonde Mazé).